# Jákup Andreasen
Jákup Andreasen (31 de mayo de 1998) es un futbolista feroés que juega en la demarcación de centrocampista para el  KÍ de la Primera División de las Islas Feroe.

## Selección nacional
Tras jugar con la selección de fútbol sub-17 de Islas Feroe, la sub-19 y la sub-21, finalmente hizo su debut con la selección absoluta el 6 de septiembre de 2020 en un partido de la Liga de las Naciones de la UEFA contra Andorra que finalizó con un resultado de 0-1 a favor del combinado feroés tras el gol de Klæmint Olsen.

## Clubes
| Club  | País        | Año   | Partidos | Goles |
| ----- | ----------- | ----- | -------- | ----- |
| KÍ II | Islas Feroe | 2014  | 13       | 0     |
| KÍ    | Islas Feroe | 2014- | 296      | 30    |

## Palmarés

### Campeonatos nacionales
| Título                              | Club | País        | Año  |
| ----------------------------------- | ---- | ----------- | ---- |
| Primera División de las Islas Feroe | KÍ   | Islas Feroe | 2019 |
| Copa de las Islas Feroe             | KÍ   | Islas Feroe | 2016 |
| Supercopa de las Islas Feroe        | KÍ   | Islas Feroe | 2020 |